# Villers-Brûlin
Villers-Brûlin ist eine französische Gemeinde mit 371 Einwohnern (Stand 1. Januar 2022) im Département Pas-de-Calais in der Region Hauts-de-France. Sie gehört zum Arrondissement Arras und zum Kanton Avesnes-le-Comte (bis 2015: Kanton Aubigny-en-Artois).

## Geographie
Villers-Brûlin liegt im Norden Frankreichs. Nördlich der Gemeinde liegt Frévillers, nordöstlich Béthonsart, südöstlich Savy-Berlette, südlich Berles-Monchel, südwestlich Tincques und nordwestlich Chelers.

## Bevölkerungsentwicklung
| Jahr      | 1962 | 1968 | 1975 | 1982 | 1990 | 1999 | 2008 | 2013 |
| --------- | ---- | ---- | ---- | ---- | ---- | ---- | ---- | ---- |
| Einwohner | 280  | 289  | 270  | 278  | 315  | 300  | 313  | 298  |